# Musée de la bataille de Tilly-sur-Seulles
Le musée de la bataille de Tilly-sur-Seulles est un musée consacré à la bataille de Normandie situé à Tilly-sur-Seulles, département du Calvados, région Normandie.

## Histoire
Le musée est installé dans une ancienne chapelle du XIIe siècle inscrite aux monuments historiques, la chapelle Notre-Dame-du-Val.
La bataille de Tilly-sur-Seulles est l'occasion de féroces combats, le village changeant de mains plus de 23 fois et étant sinistré à plus de 70% à son issue, perdant 10% de sa population.
Le musée ouvre en 1979 et est géré à partir de 2009 par la trentaine de bénévoles de l'association « Tilly 1944 » par une délégation de service public, afin de relancer le musée. 
Le conseil municipal retire la délégation et la gestion de la billetterie à l'association en plaçant le site en régie municipale en décembre 2020 et donnant à l'association un rôle d'animation.